# 도펠마이어/가라벤타 그룹
도펠마이어/가라벤타 그룹(Doppelmayr/Garaventa Group)은 스키장, 도시교통, 놀이공원과 자재 취급 시스템을 위한 로프웨이 및 인력 이동 장치의 국제 제조업체이다. 2019년 기준으로 이 그룹은 96개국에서 15,000개 이상의 설비를 생산했다. 도펠마이어/가라벤타 그룹은 2002년에 오스트리아 볼프푸르트의 도펠마이어가 스위스의 가라벤타 AG와 합병하여 세계 최대의 로프웨이 제조업체를 설립했다.

## 역사
도펠마이어는 1892년 오스트리아 볼푸르트에서 설립되었으며(원래 콘라트 도펠마이어 & 존), 1937년부터 로프웨이를 제조해 왔다. 가라벤타는 1928년에 설립되었다.
1967년 설립자 콘라트 도펠마이어의 손자이자 오스트리아 사업가 에밀 도펠마이어의 아들인 아르투어 도펠마이어가 회사의 전무이사가 되었다. 20세기 후반에 알파인 레크레이션이 전 세계적으로 급속히 확대됨에 따라 아르투어는 포어아를베르크 케이블카 회사를 이끌고 세계 리더로 설립했다. 1996년 도펠마이어 홀딩 AG는 곤돌라 리프트, 체어리프트 및 케이블카의 스위스 제조업체인 폰 롤 자일바넨 AG를 인수했다.
2002년 도펠마이어는 곤돌라와 케이블카 캐빈을 제조하는 스위스 제조업체인 CWA를 인수했다. 도펠마이어와 가라벤타의 합병은 2001년에 발표되어 2002년에 완료되었다.
2008년 4월 18일 개통된 통영관광개발공사의 통영 케이블카도 가라벤타사의 제품으로 효성이 시공했다.
이 회사는 2011년 4월 런던 곤돌라 리프트 건설을 위한 컨소시엄 중 하나로 선정되었다.
2020년 12월 4일 개통된 아이거 익스프레스의 케이블카를 작업했다.

## 분할
도펠마이어 가라벤타 그룹은 도펠마이어 및 가라벤타 브랜드로 로프웨이를 제조하는 전 세계 다양한 자회사를 운영하고 있다. 도펠마이어 자일바넨 GmbH(오스트리아), 가라벤타 AG(스위스), 도펠마이어 캐나다 Ltd., 산허 도펠마이어 교통 체계 Co., Ltd.(多贝玛亚, 중국), 도펠마이어 프랑스 SAS, 도펠마이어 이탈리아 Srl, 도펠마이어 USA, Inc. 등 7개가 부품 제조를 담당하고 있다.
회사의 핵심 로프웨이 제품에는 케이블카, 강삭철도, 곤돌라 리프트, 분리형 체어리프트, 고정 그립 체어리프트 및 표면 리프트가 포함된다. 이 회사는 폰 롤 자일바넨에서 기술을 인수하여 ‘3S’ 삼각형 곤돌라 리프트를 개발했으며, 키츠뷔헬(Kitzbühel, 오스트리아), 코블렌츠(Koblenz, 독일) 및 휘슬러-블랙콤(캐나다)에 위치한 리프트를 포함하여 리프트를 제작했다.

### 도펠마이어 케이블카
도펠마이어 케이블카 GmbH는 자동화된 인력 이동기를 제조한다. 그들의 주요 제품은 공항, 도심, 복합 여객 운송 연결, 공원 및 놀이기구 시설, 캠퍼스, 리조트 및 놀이 공원에서 사용되는 로프 추진 케이블 라이너 시스템이다. 이 회사는 1996년 도펠마이어가 설립한 도펠마이어 가라벤타 그룹의 전액 출자 자회사이다. 2019년까지 이 자회사는 DCC 도펠마이어 케이블카로 불렸다.
첫 번째 설치는 1999년 라스베거스의 만달레이 베이에 완료되었다. 2003년 세계 최초의 자기부상열차 교통 시스템(1984년 버밍엄 국제 공항에서 개통)이 파손된 후 DCC는 자기부상열차 및 임시 차량을 대체하기 위해 1995년부터 운영되었던, 교체 버스 서비스 “에어레일 링크”를 설치했다. 회사는 자신이 구축한 시스템 일부를 운영하기로 계약했다.

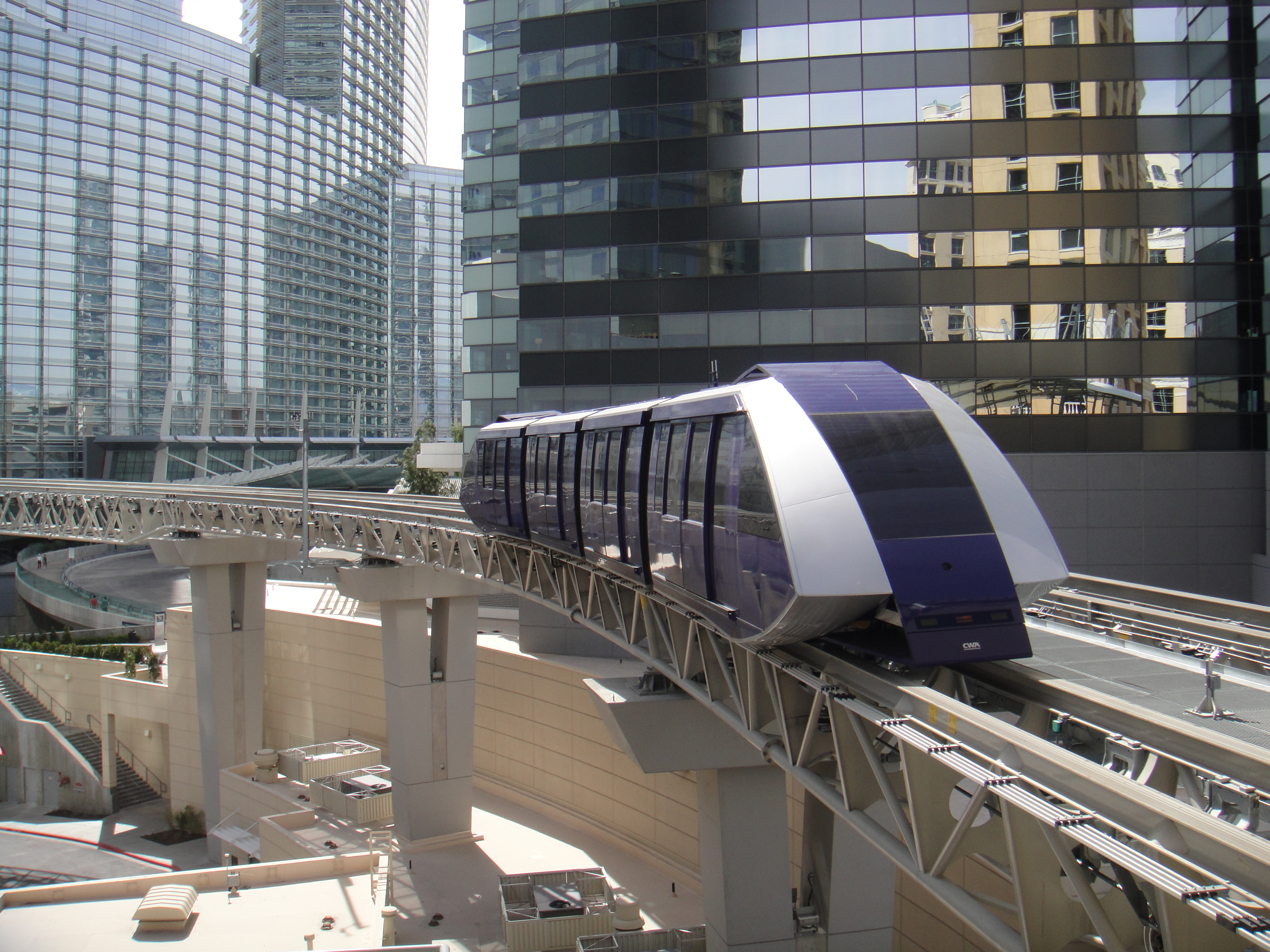
미국 라스베가스의 아리아 익스프레스

### 도펠마이어 교통 기술
도펠마이어 교통 기술(Doppelmayr Transport Technology) GmbH는 자재 취급 로프웨이 시스템을 개발 및 판매한다. 처음에 이러한 시스템은 사람을 위해 설계된 케이블카 및 체어리프트와 유사했지만, 특별히 설계된 캐리어가 장착되어 있다. 2000년대 초 도펠마이어는 로프콘(RopeCon)이라는 케이블 구동 자재 처리 로프웨이를 개발했다. 로프콘은 지면의 교란이 거의 없이 장거리로 자재를 운반할 수 있는 컨베이어 시스템이다. 이러한 설치는 파푸아뉴기니, 자메이카, 수단, 스위스 및 오스트리아에서 찾을 수 있다.

### CWA 건설
스위스 올텐의 CWA 건설(CWA Constructions SA)은 2001년 도펠마이어에 인수되었다. 이 자회사는 대부분의 도펠마이어 가라벤타 그룹 설비 및 다른 제조업체에서 구축한 시스템을 위한 곤돌라 및 피플 무버 캐빈과 같은 캐빈을 제조한다.

### 프라이 AG 슈탄스
프라이 AG 슈탄스(Frey AG Stans)는 1966년에 설립되었으며 2017년 4월 도펠마이어 가라벤타 그룹에 인수되었다. 자회사는 로프웨이용 다양한 전기 부품과 제어 시스템을 제조한다.

### 가스너 슈탈바우
가스너 슈탈바우(Gassner Stahlbau) GmbH는 오스트리아 뷔르스(Bürs)에 기반을 둔 자회사로 철탑, 의자, 서스펜션용 강철과 다양한 플라스틱 부품을 제조한다. 가스너 슈탈바우는 1969년부터 도펠마이어의 부품을 제조해 왔으며, 나중에 도펠마이어에 인수되었다.

### 인풋 프로젝트 개발 GmbH
인풋 프로젝트 개발(Input Projektentwicklungs) GmbH 부서는 왈리비 벨기에에 있는 실험적인 마운틴 글라이더(Mountain Glider) 롤러코스터와 같은 산악 시스템과 놀이기구를 생산한다. 이 프로젝트는 문제에 시달렸고, 결국 탈것이 제거되었다.

### 리프트비크르나
2013년 12월, 회사의 스웨덴 사업부인 도펠마이어 스칸디나비아 AB는 스웨덴 리프트 제조업체인 리프트비카르나(Liftbyggarna) AB를 인수했으며, 이 회사는 자체 브랜드를 유지하고 있다. 이 회사는 원래 1952년에 설립되었다.

### LTW 인트라로지스틱스
LTW 인트라로지스틱스는 자동화 창고 기술을 생산한다.